# Новосёлово (Вологодский район)
Новосёлово — деревня в Вологодском районе Вологодской области России. Входит в состав Майского сельского поселения, с точки зрения административно-территориального деления — в Гончаровский сельсовет.

## География
Находится у реки Вологда выше впадения Меши.

### Географическое положение
Расстояние до районного центра Вологды по автодороге — 36 км, до центра муниципального образования Майского по прямой — 10 км. Ближайшие населённые пункты — Акулово, Дулепово, Смыково, Паилово.

## История
С 1 января 2006 года по 8 апреля 2009 года входила в Гончаровское сельское поселение.

## Население
| 2010 |
| ---- |
| 0    |

По данным переписи в 2002 году постоянного населения не было.

## Инфраструктура
Было личное подсобное хозяйство.

## Транспорт
Просёлочные дороги. 